# Dolly Dalrymple
Dolly Dalrymple (* 1808 auf der Furneaux-Inselgruppe, Tasmanien; † 1. Dezember 1864 in Latrobe, Tasmanien) war das erste sogenannte half-caste child (erstes "Halbblut"-Kind) einer Aboriginemutter und eines britischstämmigen Vaters, das in der Sträflingskolonie Australien in Tasmanien geboren wurde.

## Frühes Leben
Die Eltern von Dolly Dalrymple waren die Tasmanierin Woretemoeteryenner, Tochter des Stammesältesten Mannalargenna der nordöstlichen Tasmanier, und der englische Robbenjäger George Briggs. Die Eltern gaben sie an den Arzt Jacob Mountgarrett und seine Frau Bridget noch vor ihrem zweiten Geburtstag zur Adoption. Die Adoptiveltern erzogen sie christlich, lehrten sie schreiben und lesen. Sie nannten sie Dalrymple nach dem Hafen von Tamar, Port Dalrymple. Die Familie Mountgarrett verließ Launceston in den 1820er Jahren. Als Jacob Mountgarret starb, verließ Dolly Dalrymple mit Thomas Johnson auch diesen Ort.
Thomas Johnson war ein britischer Sträfling und konnte deshalb Dolly nicht heiraten. Er arbeitete als Viehtreiber. Dolly Dalrymple hatte im Alter von 18 Jahren mit ihm bereits zwei Kinder. Sie wohnten in einer erbärmlichen Hütte, wie George Augustus Robinson berichtete, als er sie am 24. September 1830 besuchte.
Im Alter von 19 Jahren verteidigte Dolly Dalrymple ihre Familie vor den Aborigines, die versuchten, ihre Hütte anzuzünden. Für ihre Tapferkeit erhielt sie acht Hektar Land nach ihrer Wahl von der Regierung zugesagt, außerdem wurde Thomas zum freien Mann erklärt. Zwei Monate später heirateten sie in Longford.

## Heirat und Kinder
Dolly Dalrymple wählte Perth in Western Australia, um dort auf den von ihr ausgewählten acht Hektar Land zu siedeln, aber sie und ihr Mann hatten dort laufend Konflikte, da die Bevölkerung nicht akzeptierte, dass eine Aborigine und ein Ex-Sträfling Land besaßen. Thomas Johnson wurde des Weizen-Diebstahls beschuldigt und zu sieben Jahren Haft verurteilt. Dolly Dalrymple hatte damals bereits vier Kinder und erwartete ein fünftes. Das zweite Kind starb in jener Zeit im Alter von neun Jahren und erst 1841 wurde Johnson entlassen, nachdem Dolly mehrere Bittgesuche an den Gouverneur George Arthur geschrieben hatte. Dolly Dalrymple brachte insgesamt 13 Kinder zur Welt.
Nach der Begnadigung von Johnson zogen sie 1845 von Perth weg in die Nähe von Latrobe auf Tasmanien. Sie bauten ein Wohnhaus Sherwood Hall, zwei Hotelgebäude und eine Halle, die sie für kirchliche Zwecke und als Schule nutzten. Geld verdienten sie mit dem Verkauf von Holz, das sie nach South Australia und Victoria exportierten. Auf ihrem Besitz entdeckten sie Kohle und eröffneten ein Kohlebergwerk.

## Nachkommen als Tasmanier
Dolly Dalrymple brachte insgesamt 13 Kinder zur Welt und das Tasmanian Aboriginal Centre geht davon aus, dass ihre und die Nachkommen von Fanny Cochrane Smith die entscheidende Verwandtschaftslinie der heute lebenden Aborigines Tasmaniens sind.